# Sayuri Kokushō
Sayuri Kokushō (国生さゆり, Kokushō Sayuri, née le 22 décembre 1966 à Kanoya, Japon) est une actrice, ex-chanteuse et idole japonaise dans les années 1980, qui débute en 1985 en rejoignant le groupe pop féminin Onyanko Club, portant le numéro 8. Leader officieux du groupe qui se sépare en 1987, elle débute parallèlement en solo en 1986, sortant huit singles et six albums jusqu'en 1988, dont le tube Valentine Kiss. Elle se consacre depuis à la comédie, jouant dans de nombreux drama et plusieurs films.

## Discographie

### Singles
Avec le groupe "McKee"

### Albums
Compilations

## Filmographie

### Séries TV
- Beautiful Rain (Fuji TV, 2012)
- Kairoutei Satsujin Jiken (Fuji TV, 2011)
- Jotei Kaoruko (TV Asahi, 2010)
- Maid Deka (TV Asahi, 2009, ep11)
- Konkatsu Rikatsu (NHK, 2009)
- Judge II (NHK, 2008)
- Omiya-san 6 (TV Asahi, 2008, ep10)
- Judge (NHK, 2007)
- Shigeshoshi (TV Tokyo, 2007)
- Kaette Kita Jikou Keisatsu (TV Asahi, 2007, ep7)
- Designer (TBS, 2005)
- Shin Yonigeya Honpo (NTV, 2003, ep11)
- Itoshiki Mono e (Fuji TV, 2003)
- Manten (NHK, 2002)
- Koi no Kamisama (TBS, 2000)
- Happy Mania (Fuji TV, 1998)
- Koi wa Aserazu (Fuji TV, 1998)
- Kindaichi Shonen no Jikenbo 2 (NTV, 1996)
- Piano (NHK, 1994)
- Shabon Dama (Fuji TV, 1991)
- Soredemo Ie wo Kaimashita (TBS, 1991)
- Kisu yori kantan (Fuji TV, 1987)

### Cinéma
- 2000 : Eureka (ユリイカ, Yurīka) de Shinji Aoyama